# Ingrid Beije
Ingrid Märta Beije, född Nilsson 9 oktober 1910 i Trollhättan, Älvsborgs län, död 17 december 1966 i Oscars församling, Stockholm, var en svensk författare.